# Farmacometría

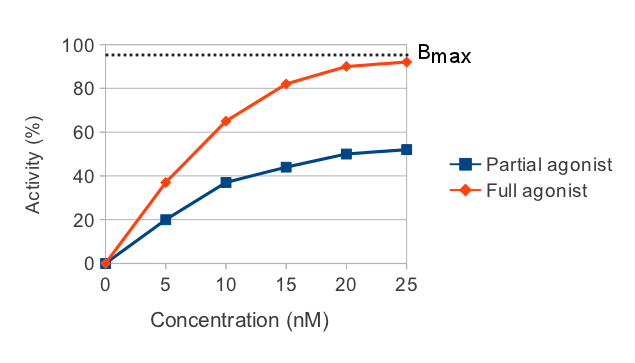

La Farmacometría (Farmacología cuantitativa) es una rama de la farmacología y se define como "La farmacodinámica de un fármaco que puede cuantificarse por la relación entre su dosis (concentración) y la respuesta del organismo (del paciente) a dicho farmaco" La farmacometría utiliza modelos basados en la farmacología, fisiología y patología para realizar análisis cuantitativos. Este campo implica los conocimientos de la farmacocinética, farmacodinámica y el conocimiento del curso de las enfermedades dentro de las poblaciones y su variabilidad.  En la atención de un paciente que requiere tratamiento, se elige entre diversos fármacos y diseña un régimen de dosificación que tenga probabilidad de producir un beneficio máximo y toxicidad mínima. Para tomar decisiones terapéuticas racionales, se deben comprender las interacciones fármaco-receptor, que explican las relaciones entre la dosis y la respuesta en los pacientes, la naturaleza y causas de la variación en la respuesta farmacológica y las implicaciones clínicas en la selectividad de la acción farmacológica. 
Dosis 

## Curvas Dosis-Respuesta
El efecto de un fármaco se genera a partir de la ocupación de receptores, según lo establecido por Alfred Joseph Clark.  El grado de ocupación es una variable cuantificable a través de la magnitud del efecto generado, en relación con la concentración alcanzada del fármaco. Es decir, la respuesta a un fármaco es proporcional a la cantidad de receptores unidos a su ligando (en su conformación activa).
Así se pueden distinguir dos tipos de curvas principalmente: Dosis-Respuesta Gradual y Dosis-Respuesta Cuantal. "
- La curvas Dosis-Respuesta Gradual (CDR gradual): Se obtienen a partir de experimentación en órgano aislado, y son útiles para evaluar potencia y eficacia de un fármaco. Un fármaco que presume de ser potente, alcanza el efecto máximo que es capaz de generar a menores concentraciones. Por otro lado, la eficacia hace referencia a la respuesta máxima que el fármaco es capaz de generar. 1. Potencia. Se dice que los fármacos A y B son más potentes que los agentes C y D por sus posiciones relativas en las curvas dosisrespuesta sobre el eje de la dosis de la figura 2-15. La potencia se refiere a la concentración (EC50) o dosis (ED50) requerida de un fármaco para producir 50% del efecto máximo de ese compuesto. Por lo tanto, la potencia farmacológica del agente A en la figura 2-15 es menor que la del fármaco B, un agonista parcial porque la EC50 de A es mayor que la EC50 de B. La potencia de un fármaco depende en parte de la afinidad (Kd) de los receptores para unirse con el fármaco y en parte de la eficiencia de la interacción entre fármaco-receptor y la respuesta. Nótese que algunas dosis del fármaco A pueden producir efectos mayores que cualquiera de las dosis del fármaco B, a pesar de que el fármaco B se describió como más potente. La razón de esto es que el fármaco A posee una eficacia máxima mayor (como se describe más adelante). En la práctica clínica es importante distinguir entre la potencia de un fármaco y su eficacia. La efectividad clínica de un fármaco no depende de su potencia (EC50), sino de su eficacia máxima (véase más adelante). Esta capacidad guarda relación con su vía de administración, absorción, distribución en el cuerpo y eliminación del cuerpo o el sitio de acción. Para decidir cuál de los dos fármacos administrar a un paciente, el médico casi siempre debe considerar su efectividad relativa y no su potencia relativa. La potencia farmacológica puede determinar en gran medida la dosis administrada del fármaco elegido. Para fines terapéuticos, la potencia de un compuesto debe señalarse en unidades posológicas, por lo general en términos de un parámetro de valoración terapéutico particular (p. ej., 50 mg para sedación leve, 1 μg/kg por minuto para aumento de 25 latidos por minuto en la frecuencia cardiaca). La potencia relativa, la proporción entre dosis con efectividad equivalente (0.2, 10, etc.), puede usarse para comparar un fármaco con otro. 2. Eficacia máxima. Refleja el límite de la relación dosis-respuesta en el eje de la respuesta. Los fármacos A, C y D de la figura 2-15 tienen una eficacia máxima semejante y los tres poseen mayor eficacia máxima que el fármaco B. Es obvio que la eficacia máxima (algunas veces denominada sólo eficacia) de un fármaco es crucial para tomar decisiones clínicas cuando se requiere una respuesta intensa. Puede determinarse por el modo de interacciones del fármaco con los receptores (como en el caso de los agonistas parciales* o las características del sistema receptor-efector particular). Por lo tanto, los diuréticos que actúan en una parte de la nefrona pueden producir una excreción mucho mayor de líquido y electrólitos que los diuréticos con efecto en otro sitio. Además, la eficacia práctica de un fármaco para alcanzar un parámetro de valoración terapéutico (p. ej., aumento de la contractilidad cardiaca) puede estar limitada por la propensión del compuesto a causar un efecto tóxico (p. ej., arritmia cardiaca letal), aun si de otra forma el fármaco pudiera producir un mayor efecto terapéutico.
- Las curvas Dosis-Respuesta Cuantal (CDR cuantal): Se evalúan en poblaciones. Es decir, se representa la dosis a la que una fracción de la población presentó el efecto máximo esperado, en una evaluación de "Todo o nada" (simplemente si presentó o no el efecto, omitiendo el grado en el que pudo responder al fármaco). Este tipo de curvas son útiles para evaluar efectividad (cumple o no su objetivo) y toxicidad (presencia de efectos adversos), mediante la obtención de valores que permiten calcular el índice terapéutico del fármaco en cuestión: dosis tóxica media, dosis efectiva media y dosis letal media (dosis a las que el 50% de la población presentó efectos adversos, efectos terapéutico y muerte, respectivamente).

## Graficar CDR
Las CDR generalmente se grafican con el logaritmo de la dosis en el eje de las abscisas como variable independiente, con la finalidad de obtener curvas sigmoideas de fácil análisis. De forma general se puede decir que un fármaco potente tiene una curva que se encuentra a la izquierda en comparación de otro menos potente. Además estas curvas nos permiten diferenciar entre diferentes tipos de antagonistas (competitivos, irreversibles y alostéricos) en base al desplazamiento de la curva a la derecha y la variación de la altura de la curva en la gráfica (CDR gradual).
Las curvas dosis-respuesta con pendientes extremas pueden tener consecuencias clínicas importantes si la porción superior de la curva representa una extensión indeseable de la respuesta (p. ej., el coma causado por un sedante-hipnótico). En la clínica, las curvas de dosis-respuesta con pendientes muy marcadas pueden ser consecuencia de interacciones cooperativas de varias acciones distintas de un fármaco (p. ej., efectos en el cerebro, corazón y vasos periféricos, todos contribuyentes al descenso de la presión arterial).

## Receptores de reserva
Algunos fármacos son capaces de alcanzar el efecto máximo sin ocupar todos los receptores. Esto se debe a la presencia de receptores de reserva. Así, los receptores pueden permanecer activados una vez que termina la acción del fármaco, generando un grado de activación de receptores constitutivo. Por otra parte, puede ser que las vías de amplificación permitan que la activación de pocos receptores produzca respuestas de mayor magnitud. "

## Respuesta farmacológica
Los pacientes pueden tener considerables diferencias en su respuesta a un fármaco; en realidad, es factible que una sola persona responda en forma distinta al mismo fármaco en diferentes ocasiones a lo largo del tratamiento. Algunas veces, los individuos presentan una respuesta farmacológica inusual o idiosincrásica, una que se observa pocas veces en la mayor parte de los pacientes. Las respuestas idiosincrásicas casi siempre se deben a diferencias genéticas en el metabolismo del compuesto o a mecanismos inmunitarios, incluidas las reacciones alérgicas. En general, las variaciones cuantitativas en la respuesta farmacológica son más frecuentes y tienen mayor importancia clínica. Un individuo es hiporreactivo o hiperreactivo a un fármaco cuando la intensidad del efecto de una dosis determinada de éste se encuentra disminuida o aumentada en comparación con el efecto que se obtiene en la mayor parte de los individuos. 
Cuando la capacidad de respuesta decrece con rapidez después de suministrar un fármaco, se dice que existe una respuesta de taquifilaxia. Incluso antes de administrar la primera dosis de un fármaco, el médico debe considerar factores que pueden ayudar a predecir la dirección y extensión de las posibles variaciones en la capacidad de respuesta. Estos incluyen la propensión de un fármaco particular para producir tolerancia o taquifilaxia, así como los efectos de la edad, sexo, tamaño corporal, estado patológico, factores genéticos y administración simultánea de otros fármacos. 
Cuatro mecanismos generales pueden contribuir a la variación en la respuesta farmacológica entre pacientes o en un mismo individuo en distintos momentos.
A. Alteración de la concentración del fármaco que llega al receptor: Es posible que los sujetos tengan diferencias en la velocidad de absorción de un fármaco, en su distribución por los compartimientos corporales o en la eliminación del compuesto de la sangre. Al modificar la concentración del fármaco que llega a los receptores relevantes, tales diferencias farmacocinéticas pueden modificar la respuesta clínica. Algunas diferencias pueden predecirse con base en la edad, peso, sexo, estado patológico, función hepática y función renal, así como con pruebas específicas para diferencias genéticas que pueden derivarse de la herencia de un complemento con función distintiva de las enzimas que metabolizan el fármaco. Otro mecanismo importante que influye en la disponibilidad farmacológica es el transporte activo del compuesto desde el citoplasma, mediado por una familia de transportadores de membrana codificada por los genes de resistencia a múltiples fármacos (MDR). Por ejemplo, la regulación en ascenso de la expresión del transportador codificado por MDR es un mecanismo importante por el cual las células tumorales desarrollan resistencia a los fármacos antineoplásicos. 
B. Variación de la concentración de un ligando endógeno para el receptor: Este mecanismo contribuye en gran medida a la variabilidad en las respuestas a los antagonistas farmacológicos. Por lo tanto, el propranolol, un antagonista de los adrenorreceptores β, disminuye en grado considerable la frecuencia cardiaca de un paciente con catecolaminas endógenas elevadas (como en el feocromocitoma), pero no afecta la frecuencia cardiaca en reposo de un corredor maratonista bien entrenado. Un agonista parcial puede causar respuestas con diferencias aún más drásticas: la saralasina, un agonista parcial débil de los receptores de angiotensina II, reduce la presión arterial en pacientes con hipertensión causada por aumento de la síntesis de angiotensina II y eleva la presión en sujetos que producen cantidades normales de angiotensina.
C. Alteraciones del número o función de los receptores: Estudios experimentales documentaron cambios en la respuesta farmacológica causados por aumentos o descensos de la cantidad de los sitios receptores o por alteraciones de la eficiencia de acoplamiento de los receptores con los mecanismos efectores distales. En algunos casos, el cambio en el número de receptores lo producen otras hormonas; por ejemplo, las hormonas tiroideas aumentan el número de receptores β en el miocardio de la rata y la sensibilidad cardiaca a las ca tecolaminas. Es probable que cambios similares contribuyan a la taquicardia de la tirotoxicosis en los seres humanos y puede explicar la utilidad del propranolol, un antagonista de los adrenorreceptores β, para aminorar los síntomas de esta enfermedad. En otros casos, el ligando agonista mismo induce un descenso del número (es decir, regulación descendente) o la eficacia de acoplamiento (desensibilización) de sus receptores. Estos mecanismos (descritos antes en la sección Mecanismos de señalización y acción farmacológica) pueden contribuir a dos fenómenos de importancia clínica: primero, taquifilaxia o tolerancia a los efectos de algunos fármacos (p. ej., aminas biogénicas y sus congéneres) y segundo, los fe- nómenos de “exceso” que siguen al retiro de ciertos fármacos. Estos fenómenos pueden ocurrir con agonistas o antagonistas. Un antagonista puede aumentar el número de receptores en una célula o tejido críticos al prevenir la regulación descendente causada por un agonista endógeno. Cuando se retira el antagonista, el número elevado de receptores puede producir una respuesta exagerada a las concentraciones fisiológicas del agonista. Es posible que haya síntomas de abstinencia potencialmente desastrosos por la razón contraria cuando se suspende la administración de un agonista. En esta situación, el número de receptores, que se redujo por la regulación descendente inducida por el fármaco, es demasiado bajo para que el agonista endógeno ejerza una estimulación eficaz. Por ejemplo, el retiro de clonidina (un fármaco cuya actividad agonista en el receptor adrenérgico α2 reduce la presión sanguínea) puede precipitar una crisis de hipertensión, tal vez porque el fármaco provoca regulación descendente de los adrenorreceptores α2. Los factores genéticos también pueden participar en forma notable en la modificación del número o función de receptores específicos. Por ejemplo, una variante genética específica de los adrenorreceptores α2C (cuando se hereda junto con una variante específica de los adrenorreceptores α1) confiere un mayor riesgo de desarrollar insuficiencia car- diaca, el cual puede reducirse con la intervención temprana mediante fármacos antagonistas. La identificación de tales factores genéticos, parte de un campo en rápido desarrollo de la farmacogenética, es promisoria para el diagnóstico clínico y es posible que en el futuro ayude a los médicos a diseñar el tratamiento farmacológico más apropiado para pacientes individuales. Otro interesante ejemplo de la determinación genética de los efectos en la respuesta farmacológica se ve en el tratamiento de los cánceres que implican una señalización excesiva para un factor de cre cimiento. Las mutaciones somáticas que afectan el dominio tirosina cinasa del receptor para factor de crecimiento epidérmico confieren una mayor sensibilidad a los inhibidores de cinasa, como gefitinib, en ciertos cánceres pulmonares. Este efecto intensifica el efecto antineoplásico del fármaco y como la mutación somática es específica del tumor y no se encuentra en el hospedador, el índice terapéutico de estos fármacos puede aumentarse notablemente en pacientes cuyos tumores tienen estas mutaciones.
D. Cambios en los componentes de la respuesta distal al receptor: La respuesta observada en un paciente depende de la integridad funcional de los procesos bioquímicos en la célula que responde y de la regulación fisiológica de los sistemas orgánicos interrelacionados. En la clínica, los cambios en estos procesos posteriores al receptor representan la clase de mecanismos más grande y más importante que causan variación en la respuesta a la farmacoterapia. Antes de iniciar el tratamiento con un medicamento, el médico debe estar consciente de las características del paciente que pueden limitar la respuesta clínica. Estas características incluyen la edad y salud general del paciente y, lo más importante, la gravedad y mecanismo fisiopatológico de la enfermedad. La explicación potencial más importante de la falta de una respuesta satisfactoria es que el diagnóstico sea incorrecto o no sea completo desde el punto de vista fisiológico. El tratamiento farmacológico tiene más éxito cuando se dirige con exactitud al mecanismo fisiopatológico causante de la enfermedad. Cuando el diagnóstico es correcto y el fármaco es el apropiado, muchas veces puede rastrearse una respuesta terapéutica hasta que se desencadenan los mecanismos compensadores del paciente y hay oposición a los efectos beneficiosos del fármaco. Por ejemplo, los aumentos compensatorios del tono nervioso simpático y la retención renal de líquidos pueden contribuir a la tolerancia a los efectos antihipertensivos de un fármaco vasodilatador. En tales casos es probable que se requieran fármacos adicionales para obtener un resultado terapéutico útil.